# 乳砷铅铜石
乳砷铅铜石（英語：Bayldonite）是一種稀有的次生礦物，化學式為 PbCu3(AsO4)2(OH)2。最初是在英國英格蘭康沃爾的Penberthy Croft礦中發現的。礦物名是以其發現者John Bayldon（1837年－1872年）的名字命名。在納米比亞的楚梅布和美國的亞利桑那州也發現了此礦物。有時被用作寶石。

## 結構
乳砷铅铜石是砷酸盐礦物一種，屬单斜晶系，呈金雀绿、苹果绿、黄绿色、草绿色、深绿色至黑色。薄片上可见双晶，具树脂光泽，半透明，摩氏硬度4.5，密度5.24－5.65。 有贝壳状至不平坦状断口，礦物常呈块状，细粒状到粉末状，亦呈皮壳状；结核状或细粒的集合体。

### 產狀及產地
乳砷铅铜石產於金属矿床氧化带中一种少见的次生矿物，在玻利维亚的银矿床中的乳砷铅铜石，为硒铜镍矿的蚀变产物。伴生礦物包括砷铅矿、橄榄铜矿、蓝铜矿、孔雀石、碧玺、铅矾、白铅矿、孔雀石、蓝铜矿、重晶石(Kayrakty,Kazakhstan) .